# A-I Libelle
Pour les articles homonymes, voir Libelle (homonymie).
 (août 2017).
- Si vous ne connaissez pas le sujet, laissez ce bandeau (vous pouvez alors contacter les auteurs).
- Si vous supprimez le contenu mis en cause (vous pouvez préalablement contacter les auteurs),

argumentez précisément cette suppression dans la page de discussion
(un manque de référence n'est pas un argument ; une recherche réelle de référence doit avoir été effectuée, être formellement documentée).
 (novembre 2016).
Si vous disposez d'ouvrages ou d'articles de référence ou si vous connaissez des sites web de qualité traitant du thème abordé ici, merci de compléter l'article en donnant les références utiles à sa vérifiabilité et en les liant à la section « Notes et références ».
Le monoplan A-I Libelle était un appareil de type Blériot dessiné par János Adorjan et construit en 1909 par l’usine des Frères Köhler et l’Universitétechnique de Budapest avec un moteur de 25 ch conçu par J. Adorjan et F. Dedics. C'est le premier avion de conception hongroise à avoir volé, piloté par J.Adorjan lui-même. Il a effectué son premier vol le 9 décembre 1909.